# Aromobates nocturnus
Aromobates nocturnus (La Marca, 1985) è un anfibio anuro, appartenente alla famiglia degli Aromobatidi.

## Etimologia
L'epiteto specifico è stato dato in riferimento a un ciclo vitale precedentemente sconosciuto nei Dendrobatidae, anche se comune tra le altre rane.

## Distribuzione e habitat
È endemica del Venezuela. Si trova a 2250 metri di altitudine nello stato di Trujillo.